# 1382
1382 (MCCCLXXXII) a fost un an obișnuit al calendarului iulian, care a început într-o zi de vineri.

## Nașteri
- dată necunoscută: Frederic al IV-lea, Duce al Austriei duce al Austriei (d. 1439)

## Decese
- 10 septembrie: Ludovic I al Ungariei  (n. 1326)
- 11 iulie: Nicole Oresme filosof francez (n. 1323)
- 27 iulie: Ioana I de Neapole regină de Napoli (n. 1326)
- 15 august: Kęstutis  (n. 1297)
- dată necunoscută: Birutė  (n. 1325)
- 5 octombrie: Isabella, Contesa de Bedford  (n. 1332)